# Тефнахт I
Тефнахт (Shepsesre Tefnakht) е първи фараон от Двадесет и четвърта династия на Древен Египет през Трети преходен период на Древен Египет. Управлява през 727 – 720 г. пр.н.е.

## Произход и управление
Произхождащ от знатен либийски род, Тефнахт бил управител (номарх) на 5-ия долноегипетски ном със столица в Саис. Той се обявява за фараон през 727 г. пр.н.е., възползвайки се от отслабването на централната власт в Египет при 22-рата династия. Овладява Мемфис и обсажда Хераклеопол.
Тефнахт сключва коалиция с Иупут II, Осоркон IV и други местни владетели около Делтата, за да се противопостави на нубийската експанзия от юг. След като е победен, Тефнахт признава властта на нубийския фараон Пианхи, отказвайки се от конфликт със силното Кушитско царство.
Тефнахт е наследен в Саис от Бакенранеф, с когото приключва краткотрайната 24-та династия.